# Allium pseudotelmatum
Allium pseudotelmatum — вид трав'янистих рослин родини амарилісові (Amaryllidaceae), ендемік Хорватії. Епітет подано з огляду на його схожість з A. telmatum.

## Опис
Цибулина яйцювата, 15−20 × 12−17 мм; зовнішні оболонки шкірясті, коричнево-сіруваті; внутрішні — білуваті, перетинчасті. Цибулинок 1–2, яйцюваті, 5–10 × 5–15 мм, білі або жовтуваті з коротким корінням та 1–3 листками. Стебло довжиною 30–45 см, циліндричне, гладке,  прямостійне, вкрите листовими піхвами на прикореневій 1/3–1/2 довжини. Листків 3–5, зелені, 5-ребристі (у поперечному перерізі витягнутий п'ятикутник) 8.0−19.5 см × 2.0−2.8 мм. Суцвіття нещільне, містить 30−52 квітів та 10–52 цибулинок. Оцвітина чашоподібна до дзвоноподібної форми, з мономорфними листочками, біла, з відтінком від рожевого до рожево-пурпурного; листочки оцвітини зворотнояйцювато-еліптичні, шпилясті на кінчику, 6.0−7.0 мм завдовжки; внутрішні 3.3–3.8 мм завширшки, зовнішні 3.1−4.0 мм завширшки, з брудно-пурпурною серединною жилкою. Пиляки біло-жовтуваті, довгасто-еліптичні, 1.6−1.8 × 0.9−1.0 мм, округлі на верхівці. Зав'язь зворотнояйцювата, звужена біля основи, зелена, горбиста зверху, 4.4−4.9 × 2.1–2.6 мм. Коробочка триклапанна, зворотнояйцювата, 5.2−6.2 × 4.4−4.6 мм, зелена. Насіння витягнуте, вигнуте, як банан, 4.5–5.2 × 1.7–2.3 мм з чорною насіннєвою оболонкою. Повітряні цибулинки яйцюваті, брудно-білі, коли молоді, в зрілості зелено-пурпурові. 2n = 40.
Цвіте в кінці літа, починаючи з початку серпня до вересня. Період дозрівання насіння коливається від середини вересня до початку жовтня, коли більшість насіння зазвичай випускається з коробочки. Повітряні цибулини скупчуються в межах суцвіття і поступово випадають упродовж жовтня.

## Поширення
Ендемік Хорватії (південна Далмація).
Росте на культивованих плантаціях цитрусових.